# Communauté de communes du Pays de Pontchâteau Saint-Gildas-des-Bois
Die Communauté de communes du Pays de Pontchâteau Saint-Gildas-des-Bois ist ein französischer Gemeindeverband mit der Rechtsform einer Communauté de communes im Département Loire-Atlantique in der Region Pays de la Loire. Sie wurde am 12. Dezember 2005 gegründet und umfasst neun Gemeinden. Der Verwaltungssitz befindet sich im Ort Pontchâteau.

## Mitgliedsgemeinden
| Gemeinde                                                            | Einwohner 1. Januar 2022 | Fläche km² | Dichte Einw./km² | Code INSEE | Postleitzahl |
| ------------------------------------------------------------------- | ------------------------ | ---------- | ---------------- | ---------- | ------------ |
| Crossac                                                             | 2.985                    | 25,85      | 115              | 44050      | 44160        |
| Drefféac                                                            | 2.288                    | 14,16      | 162              | 44053      | 44530        |
| Guenrouet                                                           | 3.577                    | 69,9       | 51               | 44068      | 44530        |
| Missillac                                                           | 5.619                    | 59,55      | 94               | 44098      | 44780        |
| Pontchâteau                                                         | 11.249                   | 55,79      | 202              | 44129      | 44160        |
| Saint-Gildas-des-Bois                                               | 3.790                    | 33,42      | 113              | 44161      | 44530        |
| Sainte-Anne-sur-Brivet                                              | 3.014                    | 25,99      | 116              | 44152      | 44160        |
| Sainte-Reine-de-Bretagne                                            | 2.447                    | 19,73      | 124              | 44189      | 44160        |
| Sévérac                                                             | 1.693                    | 22,41      | 76               | 44196      | 44530        |
| Communauté de communes du Pays de Pontchâteau Saint-Gildas-des-Bois | 36.662                   | 326,80     | 112              | –          | –            |